# 레베카 즐로토프스키
레베카 즐로토프스키(Rebecca Zlotowski, 1980년 9월 21일 ~ )는 프랑스의 영화 감독, 영화 각본가이다.

## 작품 목록

### 영화 감독
- 디어 프루던스 (2010)
- 그랜드 센트럴 (2013)
- 플래니테리엄 (2016)
- 언 이지 걸 (2019)
- 그, 그리고 그들의 아이들 (2022)